# Sidney Farber
Sidney Farber (30 de setembro de 1903 - 30 de março de 1973) foi um patologista pediátrico americano. Ele é considerado o pai da quimioterapia moderna por seu trabalho com antagonistas do ácido fólico no tratamento da leucemia, o que levou ao desenvolvimento de outros agentes quimioterápicos contra outras neoplasias. Farber também atuou na conscientização e arrecadação de fundos para pesquisas sobre o câncer, principalmente por meio da criação do Fundo Jimmy, uma fundação dedicada à pesquisa pediátrica do câncer infantil. O Dana-Farber Cancer Institute recebeu seu nome.

## Anos iniciais
Ele nasceu em Buffalo, Nova York, filho de pais judeus, Simon e Matilda (Goldstein) Farber. Ele era o terceiro de 14 filhos, irmão mais novo do notável filósofo e professor da Universidade de Buffalo, Marvin Farber (1901–1980).
Farber se formou na State University of New York em Buffalo, ou SUNY Buffalo, em 1923. O Farber Hall, construído em 1953 no Campus Sul de SUNY Buffalo, leva seu nome.
Em meados da década de 1920, estudantes judeus eram frequentemente impedidos de ingressar nas escolas de medicina dos Estados Unidos, o que o levou a ir para a Europa. Fluente em alemão, Farber estudou o primeiro ano da faculdade de medicina nas Universidades de Heidelberg e Freiburg, na Alemanha. Tendo se destacado na Alemanha, Farber ingressou na Harvard Medical School como aluno do segundo ano e se formou em 1927.
Farber fez pós-graduação em patologia no Peter Bent Brigham Hospital (o predecessor do Brigham and Women's Hospital ) em Boston, Massachusetts, onde foi orientado por Kenneth Blackfan, e foi nomeado patologista residente no Children's Hospital em 1929.

## Carreira
Após a pós-graduação, Farber tornou-se professor de patologia na Harvard Medical School em 1929. Ele também foi o primeiro patologista a trabalhar em tempo integral no Children's Hospital, assumindo no mesmo ano. Lá, tornou-se pupilo e amigo próximo do patologista Simeon Burt Wolbach. Farber era um cientista extremamente meticuloso e preciso, e seu laboratório ficou conhecido por sua organização.
Em 1946, Farber foi nomeado gestor da equipe do Hospital Infantil, onde administrou o Centro Médico Infantil e planejou um Instituto de Patologia Pediátrica que agora existe como o prédio de Pesquisa Pediátrica. Farber foi nomeado patologista-chefe do Hospital Infantil em 1947 e professor de patologia na Harvard Medical School em 1948.
Ao longo de sua carreira, Farber publicou mais de 270 livros e trabalhos de pesquisa sobre patologia pediátrica, autópsia e história da medicina. Muitos permanecem referências clássicas hoje, como seu livro de 1937 sobre métodos e técnicas de autópsia intitulado The Postmortem Examination.

### Fundador da Patologia Pediátrica
A pesquisa de Farber foi focada principalmente em doenças infantis. Seu trabalho no Children's abrangeu muitas áreas, incluindo fibrose cística, doença celíaca, doença da membrana hialina infantil, encefalite equina do leste, granuloma eosinofílico, íleo meconial e síndrome de morte súbita infantil. Como resultado, Farber é agora conhecido como um dos fundadores da patologia pediátrica.

### Pai da quimioterapia moderna

#### Leucemia linfoblástica aguda infantil
Na década de 1940, a leucemia linfoblástica aguda infantil era quase invariavelmente fatal e pouco se sabia sobre os mecanismos da doença. Apenas tratamento de suporte estava disponível, incluindo transfusões de concentrado de hemácias e antibióticos, levando a taxas de sobrevivência de apenas semanas a meses após o diagnóstico. Apesar do pessimismo geral da comunidade científica em relação aos esforços para curar o câncer, Farber dedicou-se à batalha contra a leucemia infantil em 1947, durante seu cargo de professor assistente no Children's Hospital e na Harvard Medical School.
Farber descobriu que o ácido fólico desempenha um papel fundamental na proliferação de células cancerígenas em leucemias. Percebendo isso, ele tentou usar um antagonista do folato, aminopterina, para bloquear a função do ácido fólico em pacientes com leucemia na esperança de alcançar a remissão. Em 1947, Farber conduziu um ensaio clínico com aminopterina em 16 crianças, 10 das quais alcançaram remissão temporária. Enquanto muitos clínicos responderam a esses resultados com entusiasmo, vários cientistas expressaram ceticismo e resistência contra a nova droga, já que Farber era um jovem patologista na época. No entanto, a descoberta de Farber marcou um avanço na pesquisa do câncer, uma vez que, até então, nenhuma droga havia sido considerada eficaz contra as neoplasias hematológicas.
Enquanto trabalhava na Harvard Medical School em um projeto de pesquisa financiado por uma bolsa da American Cancer Society, ele realizou a avaliação pré-clínica e clínica da aminopterina (sintetizada por Yellapragada Subbarow). Ele mostrou pela primeira vez que a indução de remissão clínica e hematológica nesta doença era alcançável. Essas descobertas promoveram Farber como o pai da era moderna da quimioterapia para doenças neoplásicas, já sendo reconhecido havia uma década como um dos fundadores da patologia pediátrica moderna.

#### Tumor de Wilms
Ao longo das décadas de 1950 e 1960, Farber continuou a avançar na pesquisa do câncer, notadamente com a descoberta, em1955, de que o antibiótico actinomicina D e a radioterapia pós-operatória poderiam induzir remissão nos pacientes com tumor de Wilms, um câncer pediátrico renal. O antibiótico, derivado do Streptomyces parvulus, foi originalmente oferecido gratuitamente pela Eli Lilly Pharmaceutical Company. Farber e seus colegas publicaram seus resultados sobre a eficácia da actinomicina D em 1960, e o desenvolvimento de protocolos de tratamento pelo National Wilms Tumor Study Group resultou em uma taxa de sobrevivência de 90% em crianças com tumores de Wilms até o final do século.

### Outras contribuições científicas
Em 1939, durante seu termo no Children's Hospital, Farber trabalhou com Jerome S. Harris para publicar uma descrição clássica da transposição dos grandes vasos sanguíneos no coração. Este trabalho desempenhou importante papel no desenvolvimento da cirurgia cardíaca pediátrica.
Em 1952, Farber descreveu uma doença de armazenamento de lipídios que posteriormente foi denominada doença de Farber.

### Fundo Jimmy
Farber começou a arrecadar fundos para pesquisas sobre o câncer com o Variety Club of New England em 1947. Juntos, eles criaram a Children's Cancer Research Foundation (CCRF), um dos primeiros esforços de arrecadação de fundos para pesquisa em câncer pediátrico nos EUA, com o intuito de tirar o máximo proveito da mídia moderna, como, por exemplo, com uma participação no programa de rádio Truth or Consequences. Em 22 de maio de 1948, um dos primeiros pacientes do CCRF a responder ao antifolato de Farber, um menino de 12 anos chamado Einar Gustafson, apareceu no programa. Apesar de ter linfoma de Burkitt, em vez de leucemia, Gustafson (apelidado de 'Jimmy' para fins publicitários) tornou-se uma inspiração para todos os pacientes pediátricos com câncer e desencadeou a renomeação do CCRF para Fundo Jimmy.
O sucesso do Fundo Jimmy levou Farber a perceber a importância do marketing no avanço científico do conhecimento sobre doenças. Durante sua carreira, Farber iria muito além de seu papel como patologista e oncologista, tornando-se não apenas um clínico, mas também um divulgador público da pesquisa do câncer. Essa transição pessoal também refletiu a mudança na atitude da sociedade em relação ao câncer; trazendo a doença para o centro das atenções do público e impulsionando o financiamento e a conscientização para a pesquisa do câncer no restante do século e depois.

### Divulgação da pesquisa do câncer
Começando no início dos anos 1950 e continuando até sua morte em 1973, Farber se tornou destaque nas audiências do Congresso sobre dotações para pesquisas sobre o câncer. Um orador empolgante, ele foi bem sucedido em seus esforços. Com Mary Woodard Lasker, uma defensora de longa data da pesquisa biomédica, o famoso cirurgião Michael E. DeBakey, o senador J. Lister Hill do Alabama e o congressista John E. Fogarty de Rhode Island, Farber liderou o esforço para uma expansão maciça nos gastos federais com a pesquisa do câncer. Entre 1957 e 1967, o orçamento anual do National Cancer Institute, o principal financiador do governo para pesquisas sobre o câncer, saltou de US$ 48 milhões para US$ 176 milhões.

### Dana-Farber Cancer Institute
Em 1974, o CCRF de Farber foi renomeado Sidney Farber Cancer Center e, posteriormente em 1976, para Sidney Farber Cancer Institute. O apoio financeiro do industrial Charles A. Dana e de sua fundação foi reconhecido através da construção do Edifício Charles A. Dana em 1978 e pelo estabelecimento do nome atual do Instituto de Dana-Farber Cancer Institute em 1983.

## Vida pessoal
Farber casou-se com Norma Farber (ex-Holzman) em 1928, poetisa, autora de livros infantis e soprano clássica.
Em 30 de março de 1973, aos 69 anos, Sidney Farber morreu de parada cardíaca enquanto trabalhava em seu escritório, deixando sua viúva, quatro filhos e três netos.